# Basilica di Santa Croce (Wechselburg)
La basilica di Santa Croce è un luogo di culto cattolica di Wechselburg, in Sassonia, Germania. È uno dei più antichi edifici gotici della Germania e, tra le altre opere, conserva un grande crocifisso scolpito capolavoro della scultura gotica tedesca del XIII secolo.

## Storia

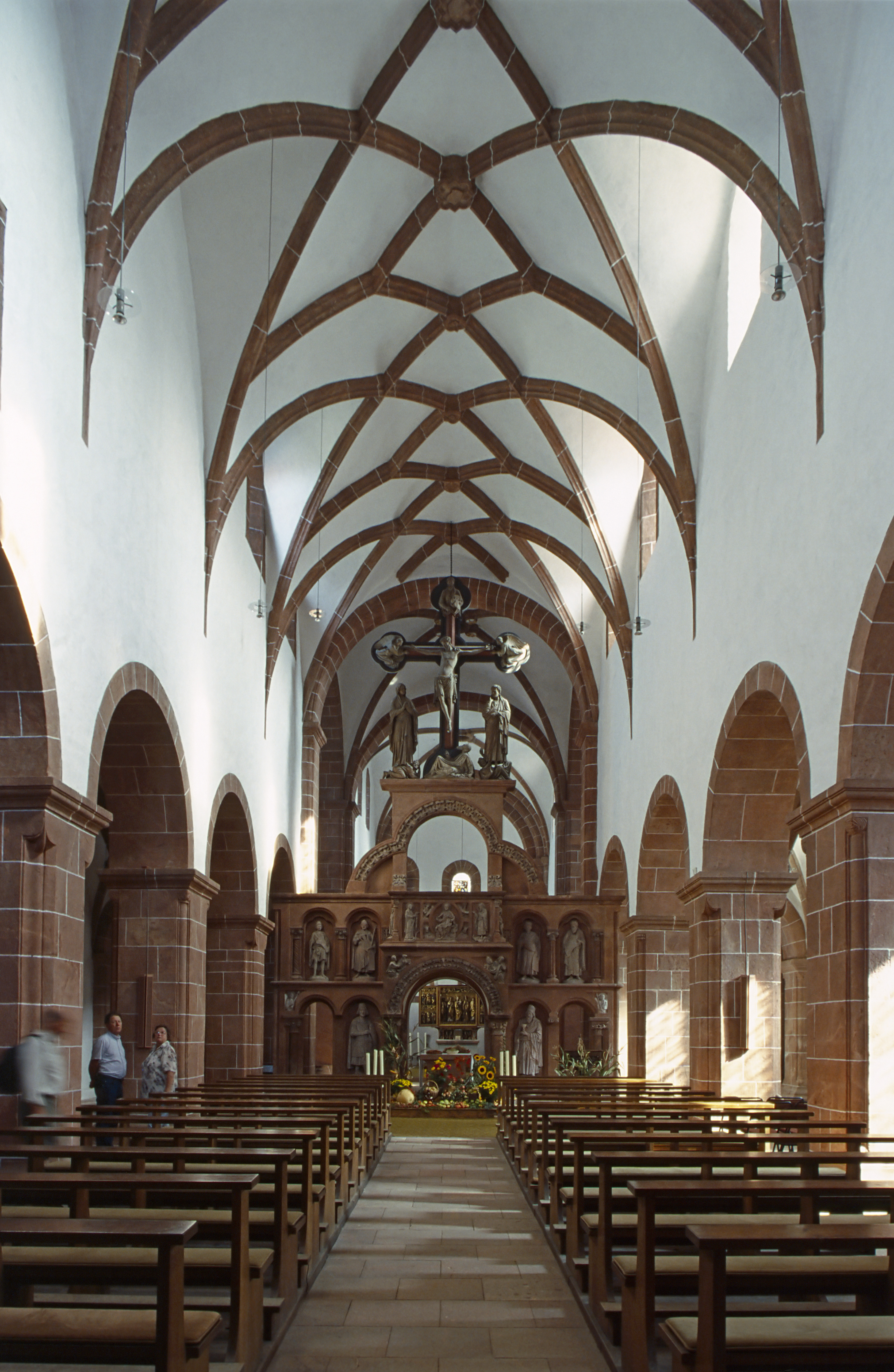
La navata centrale. Sul fondo si vede il pontile con il crocifisso di coronamento.

La fondazione della chiesa viene citata per la prima volta dal vescovo Gerung di Meissen in un documento del 12 novembre 1168 nel Chronicon Montis Sereni. Secondo il documento, l'edificio era stato voluto dal conte Dedo di Groitzsch-Rochlitz, che l'aveva designato inoltre come luogo di sepoltura per sé e la famiglia. Il monastero, posto nella diocesi di Meissen, è affidato al prevosto Ekkehard di Lauterberg presso Halle. Nel 1174 è la prima attestazione della fondazione del cenobio, che dovette costituire il punto di riferimento di un insediamento molto esteso e ricco, le cui entrate venivano corrisposte alla vicina contea di Rochlitz.
La chiesa è già completata nel 1175-1180, essendo la consacrazione del coro datata al 1168, mentre la costruzione degli edifici monastici dovette protrarsi almeno fino all'inizio del XIII secolo. Nel 1278, a causa di problemi legati alla decadenza morale dei frati agostiniani che lo gestivano, il monastero passa all'Ordine dei Cavalieri Teutonici, che lo portano ai massimi splendori fino alle conseguenze della Riforma luterana ai primi del XVI secolo. Il monastero viene secolarizzato e i cavalieri teutonici scacciati, nonostante i notevoli sforzi giudiziari per rientrarne in possesso.
Alla metà del Settecento, i Signori di Schönburg fondano un castello sulle rovine del monastero, trasformando la chiesa in cappella palatina luterana. L'edificio ritorna cattolico nel 1869, con la conversione religiosa dei suoi proprietari. I bombardamenti della seconda guerra mondiale arrecano vasti danni alla chiesa e agli edifici annessi, soprattutto alle coperture. Dopo il restauro, conclusosi nel 1965, la chiesa diventa parrocchia per la comunità cattolica locale.
Nel 1993, l'abbazia di Ettal, benedettina, apre nel complesso un proprio distaccamento, gestito da circa sei monaci che si occupano della cura pastorale della parrocchia e del pellegrinaggio verso la basilica, di secolare tradizione.
È stata elevata a basilica minore il 16 ottobre 2018 da papa Francesco.

## Descrizione e opere

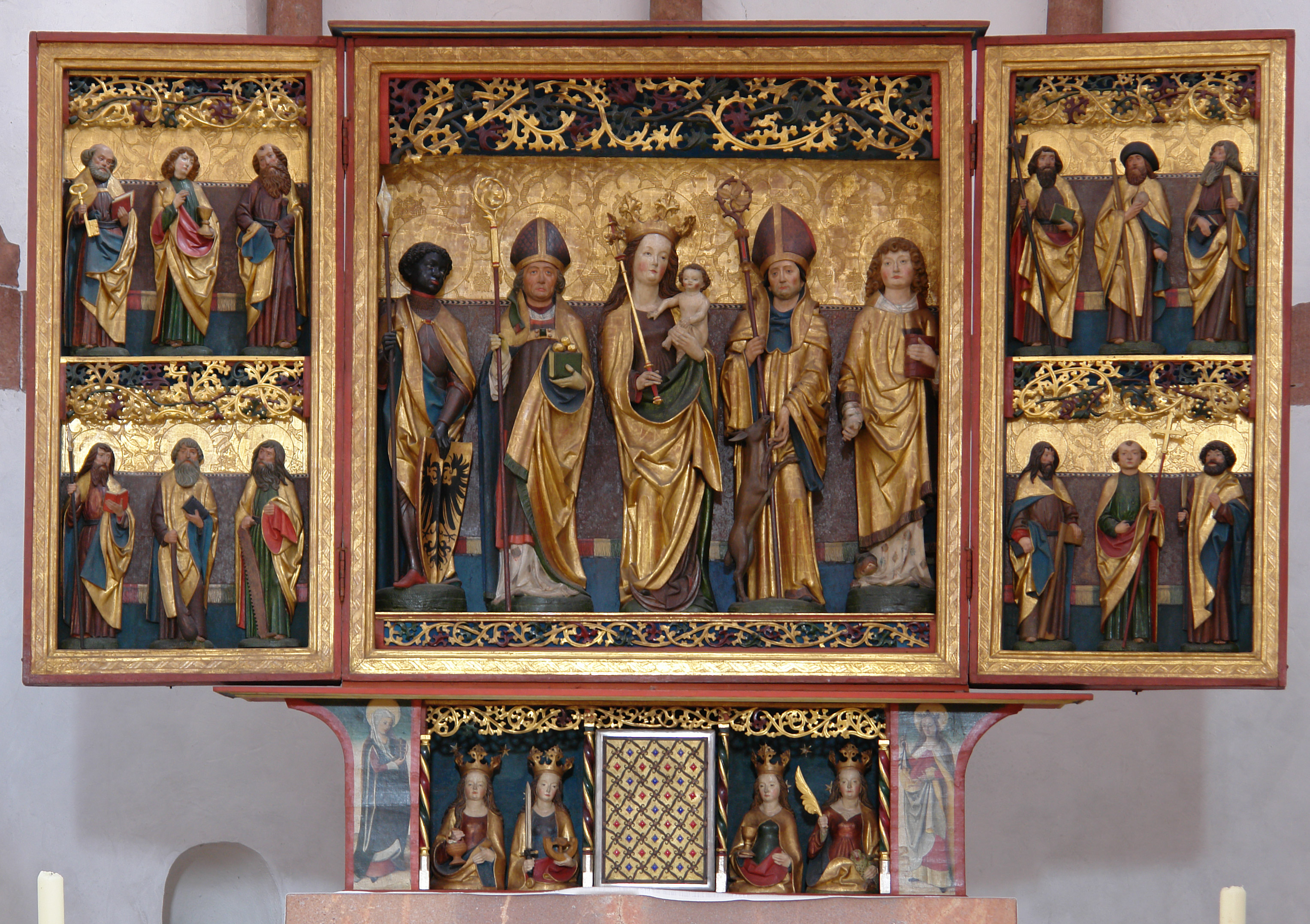
Il polittico tardo gotico all'altare maggiore.

La basilica ha impianto a tre navate su pilastri profonde cinque campate, con transetto e coro. All'esterno, le pareti sono rozze e prive di rivestimento o decorazioni, a parte una serie di lesene e cornici in porfido di Rochlitz che profilano le linee dei volumi. A ovest si innalzava il westwerk a due torri, su più livelli e completamente in porfido, le cui torri vennero abbattute poco dopo il 1450, nell'ambito del cantiere che ricostruì anche le volte interne.
All'interno, la basilica risponde alle linee dell'architettura gotica, declinata secondo il gusto tedesco tipicamente più schematico rispetto al gotico francese. Ciò che caratterizza maggiormente gli interni è il continuo profilare delle masse e dei volumi con cornici in porfido rosso, materiale al quale sono affidati tutti gli elementi strutturali che si stagliano sulle pareti bianche intonacate.
Sul fondo della navata centrale si impone l'alto pontile, sempre in porfido rosso, risalente alla prima metà del XIII secolo e ornato da svariate sculture del periodo, il cui assetto complessivo è comunque frutto di modifiche avvenute nel XVII secolo. Sul coronamento si trova un imponente gruppo scultoreo con un Crocifisso centrale affiancato da statue della Madonna e San Giovanni Evangelista, capolavoro della scultura gotica tedesca.
Tra le altre opere si ricordano:
- Il sepolcro di Dedo III di Lusazia († 1190) e sua moglie Mechthild († 1189), fondatori della chiesa e del monastero annesso, realizzato in porfido rosso con le raffigurazioni dei titolari in gisant, parzialmente riallestito a metà Ottocento;
- Un'acquasantiera sempre di età romanica;
- Un polittico tardo gotico (1510 circa) in legno scolpito, dorato e policromato.